# 真田・森田のPIZZA WAVE
『真田・森田のPIZZA WAVE』（さなだ・もりたのピッツアウェイブ）はInterFM897で放送されていたラジオ番組。

## 概要
7ORDERの真田佑馬・森田美勇人がMCを務め、地域活性化をコンセプトとしているラジオ番組。メディアミックス・プロジェクト「PIZZA WAVE PROJECT」の軸となっていた。このプロジェクトはシアターコンプレックスで配信された映像コンテンツ「PIZZA WAVE’S VIDEO」、そして音楽ナタリーで展開されたテキストコンテンツの「PIZZA WAVE'S NOTE」と同ラジオの3本柱となっていた。また同番組をスペースシャワーTVのプロデューサーが聞いていたことでテレビ番組「真田・森田のローカルデリバリー」が始動した。

## ネット局と放送時間
| 放送対象地域 | 放送局名   | 放送期間              | 放送時間          | ネット状況 | 備考 |
| ------------ | ---------- | --------------------- | ----------------- | ---------- | ---- |
| 関東広域圏   | InterFM897 | 2021年4月1日-10月28日 | 木曜23:00 - 24:00 | 製作局     |      |

## パーソナリティ
- 真田佑馬

・森田美勇人